# Tarita Tériipaia
Tarita Tériipaia, també coneguda pel nom artístic de Tarita (Bora Bora, 29 de desembre de 1941), és una actriu de cinema francesa, que va estar casada amb Marlon Brando.

## Biografia
L'any 1962, l'equip de rodatge del film Motí del Bounty desembarcava al gran hotel a Papeete, on treballava Tarita, que tenia aleshores 19 anys. Contractada primer com a extra al film, Marlon Brando, que hi interpretava el paper del líder dels amotinats, Fletcher Christian, l'imposà a la producció perquè fes el paper de Maimiti, la companya del tinent Christian. Aquesta interpretació li valdria una nominació als Premis Globus d'Or. El mateix any Tarita Tériipaia es va convertir en la tercera dona de Brando. De la seva unió van néixer dos fills, Simon Teihotu (nascut l'any 1963), i Cheyenne Brando (1970-1995). La parella es va divorciar el 1972.
Alguns mesos després de la mort de Marlon Brando l'any 2004, Tarita Tériipaia va publicar les seves memòries, titulades Marlon Brando, mon amour, ma déchirure.

## Filmografia
- 1962: Motí del Bounty, de Lewis Milestone: Maimiti
- 1985: That's Dancing!, documental de Jack Haley Jr: ella mateixa
- 2007: Brando, documental de Mimi Freedman i Leslie Greif: ella mateixa